# Tadorna ferruginea
La casarca (Tadorna ferruginea Pallas, 1764), talvolta chiamata anche casarca comune o casarca ferruginea per distinguerla dalle altre specie, è un uccello anseriforme appartenente alla famiglia degli Anatidi.

## Etimologia
Il nome del genere, Tadorna, deriva dal latino e significa «uccello acquatico pezzato», in riferimento ai differenti colori ben divisi e netti presenti nelle livree di molte specie appartenenti a questo genere, anche se non è il caso della casarca, che presenta un colore predominante. Il nome della specie, ferruginea, deriva dal latino e si riferisce alla colorazione della livrea di questa anatra, che è quasi per intero arancio-ruggine.

## Descrizione

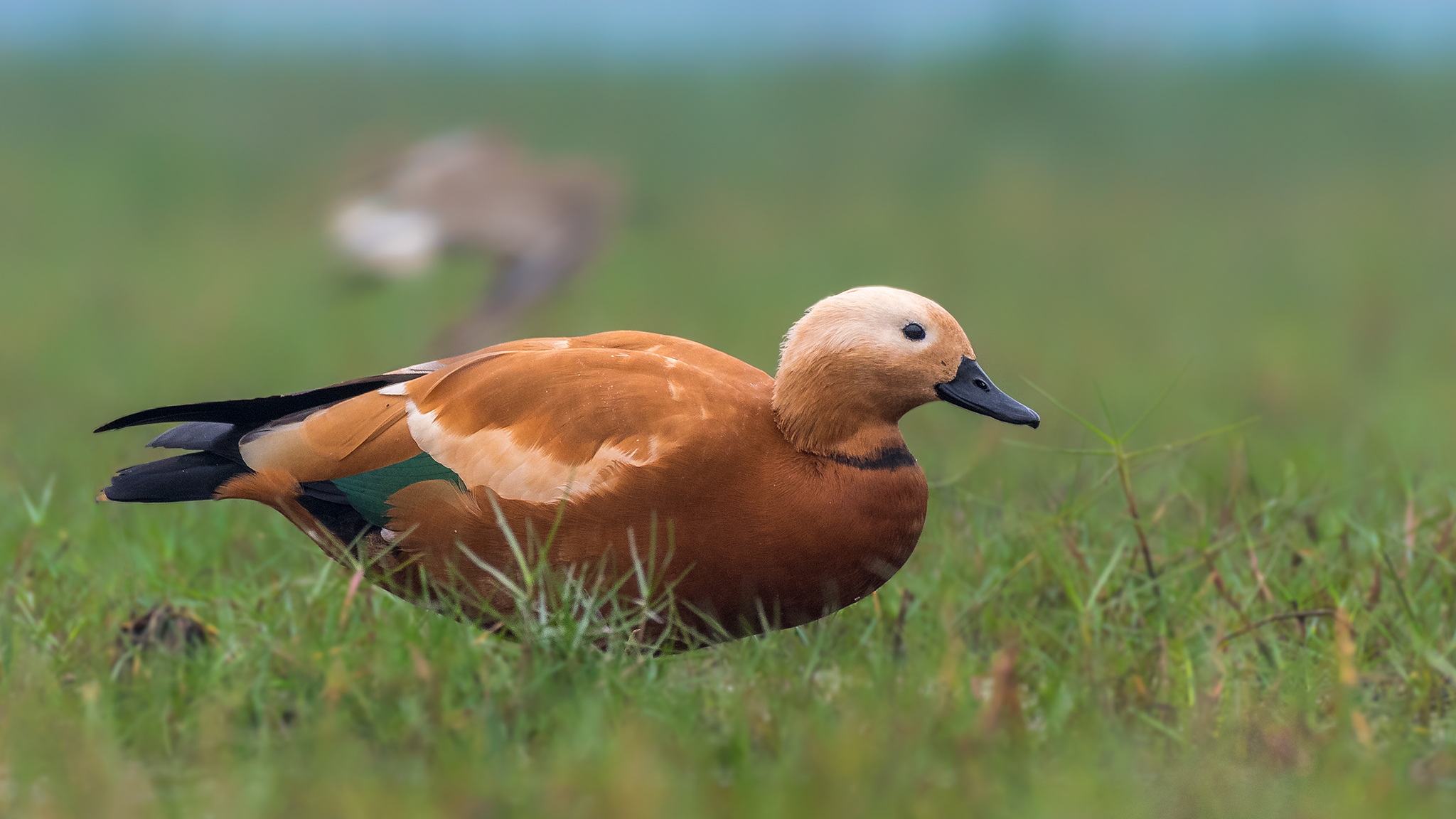
Esemplare sul lago Chilika, nell'Orissa (India).

Grazie alla peculiare colorazione, la casarca è inconfondibile rispetto ad altre specie, ma a distanza può essere confusa con l'oca egiziana. È un anatide con aspetto da «oca», con becco relativamente piccolo e colorazione generale della livrea aranciata e rugginosa. Ha dimensioni simili a quelle della volpoca, ma con collo e zampe leggermente più lunghe, ali più lunghe (e piuttosto strette) e becco più piccolo. I sessi, pur simili, sono distinguibili anche per i differenti vocalizzi tra maschio e femmina; il maschio emette versi più ottusi e soffiati, contrariamente alla femmina che emette vocalizzi più acuti e starnazzanti. I vocalizzi sembrano dei rumori di clacson, sono caratteristici, nasali e ricordano quelli dell'oca selvatica. Da lontano assomigliano al ragliare dell'asino.
Quest'anatra ha una lunghezza totale di circa 58-70 cm, un'apertura alare di circa 115-145 cm e un peso che oscilla tra i 920 e i quasi 2000 g. Il corpo, come detto, è color castano-arancio; la testa è più sfumata di chiaro (color cannella-miele).
Il maschio presenta un solitamente sottile (di ampiezza variabile) collarino nero che gira attorno a metà del collo. Le remiganti primarie, le remiganti secondarie - distalmente e nella parte ventrale -, la coda e il groppone (anche leggermente di lato) sono neri. Il basso ventre e il sottocoda è rosso mattone più scuro. Le penne dorsali della zona antecedente il sopracoda nero (che presenta riflessi verdi scuri) sono finemente vermiculate di rosso chiaro e bruno-nerastro. Le penne secondarie, dorsalmente, sono bruno-nere-violacee e vanno a costituire uno specchio alare verde, ampio quando l'uccello è in volo. Le penne copritrici dorsali alari sono bianche soffuse di giallo-fulvetto pallidissimo. Le penne copritrici del sottoala sono bianche. Il becco (lungo 39-45 mm circa, contro i 44-58 mm di quello della volpoca) è totalmente nero con attaccatura verticale abbastanza alta (che lo fa assomigliare a quello delle oche). Entrambe le ranfoteche presentano numerosi dentelli; quelli della ranfoteca superiore sporgono leggermente. Le zampe (con tarsi lunghi 54-62 mm circa, contro i 46-60 mm di quelli della volpoca) sono nere. L'iride è bruno scura.
La femmina ha una colorazione simile a quella del maschio, ma con tonalità meno aranciate, non presenta il collarino nero e attorno agli occhi possiede delle penne bianche che creano una chiazza perioculare più o meno estesa, ma sempre ben evidente. Negli abiti post-riproduttivi la femmina non presenta grandi variazioni, mentre al maschio manca, o è fortemente ridotto, il collarino nero del collo.
I giovani hanno colorazione simile a quella della femmina, ma più opaca e con le parti superiori più scure. Vertice e parte posteriore del collo sono grigio-brunastri scuri, mentre becco e zampe sono come negli adulti.

## Biologia

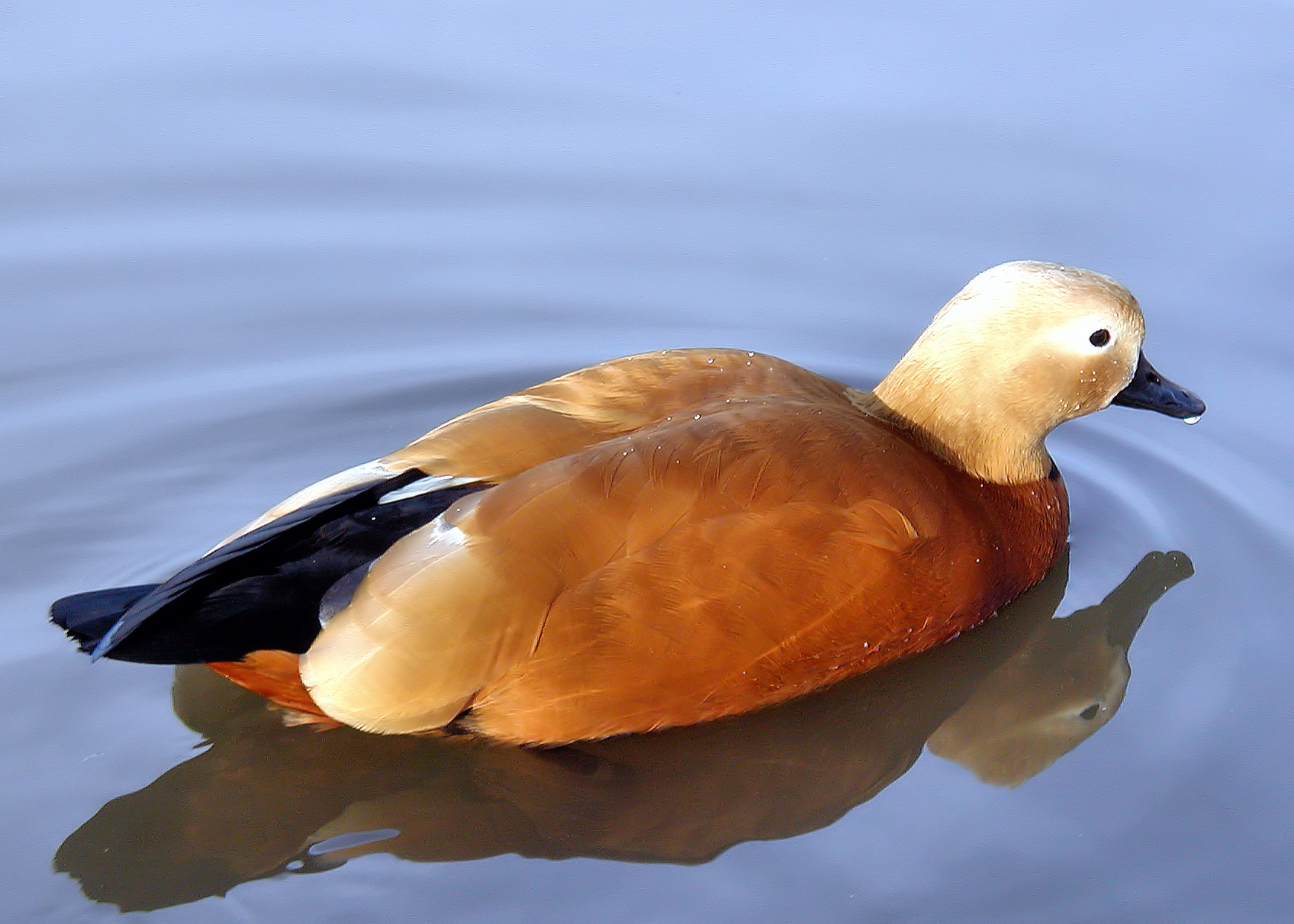
Esemplare al Wildfowl and Wetlands Centre di Slimbridge

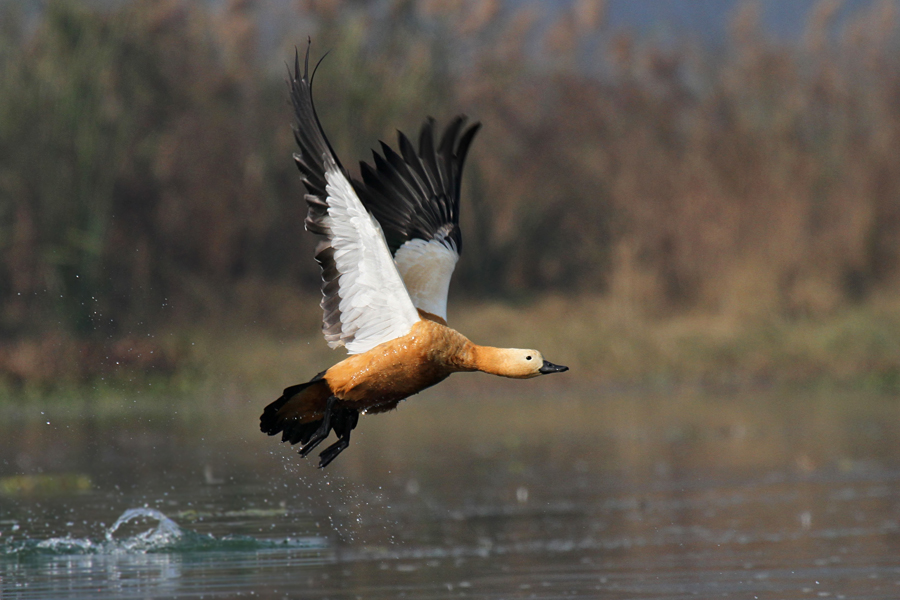
Esemplare nel Bengala Occidentale, in India.

Vola con battiti d'ala decisi, ma lenti e ampi, che la fanno riconoscere anche in volo. Spesso vola ad altezze considerevoli. Effettua una muta post-riproduttiva graduale e completa e per 4 settimane, che cadono tra la metà di luglio e settembre, non è in grado di volare. Il piumaggio nuziale è completo a marzo-aprile.

### Alimentazione

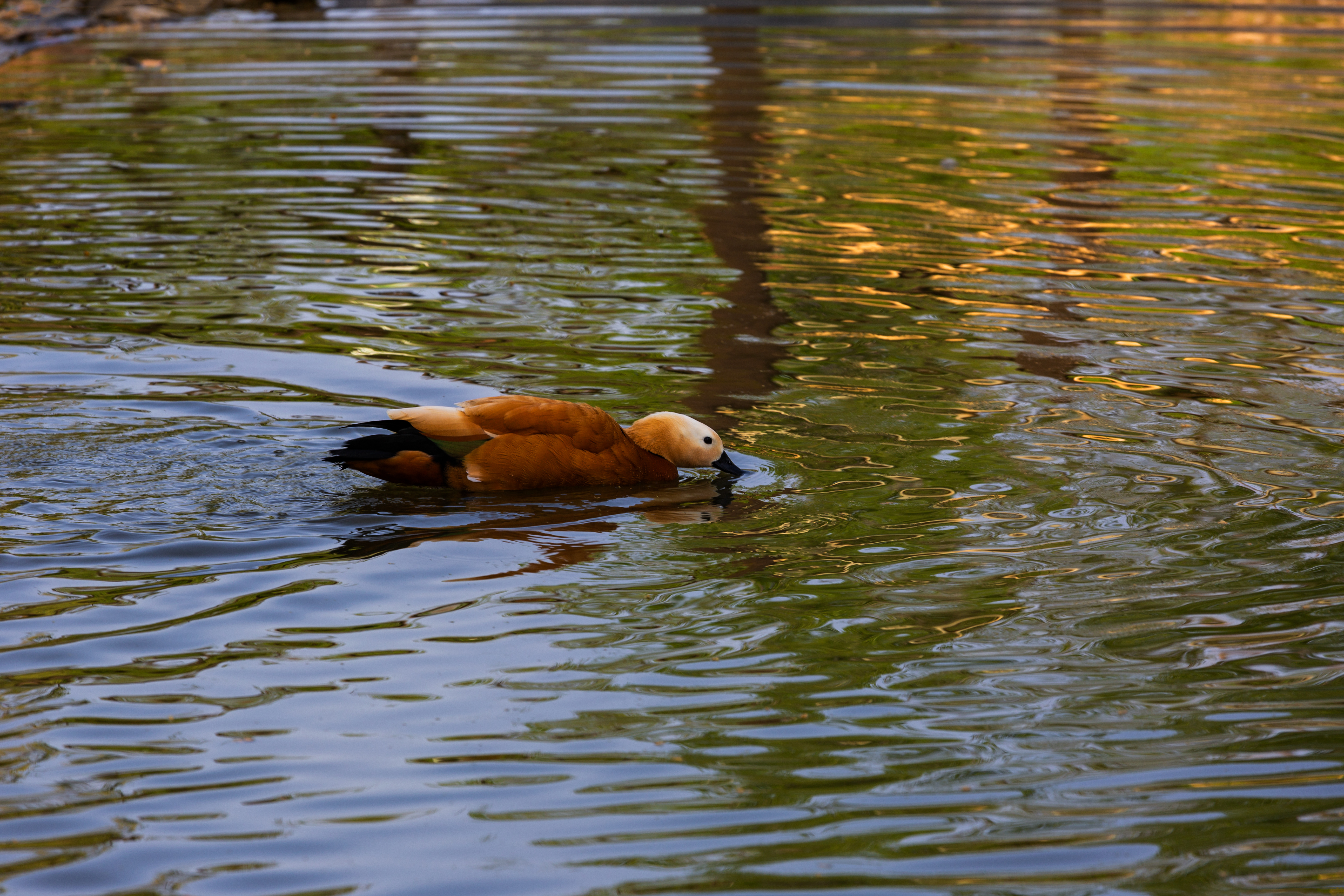
Casarca a pesca

Ha un'alimentazione varia e adattabile (onnivora): si nutre di molluschi, crostacei, pesciolini, vermi acquatici, anfibi e insetti, ma non disdegna neppure alghe, piante acquatiche, germogli, sementi, cereali e colture agricole, bacche e altro.

### Riproduzione

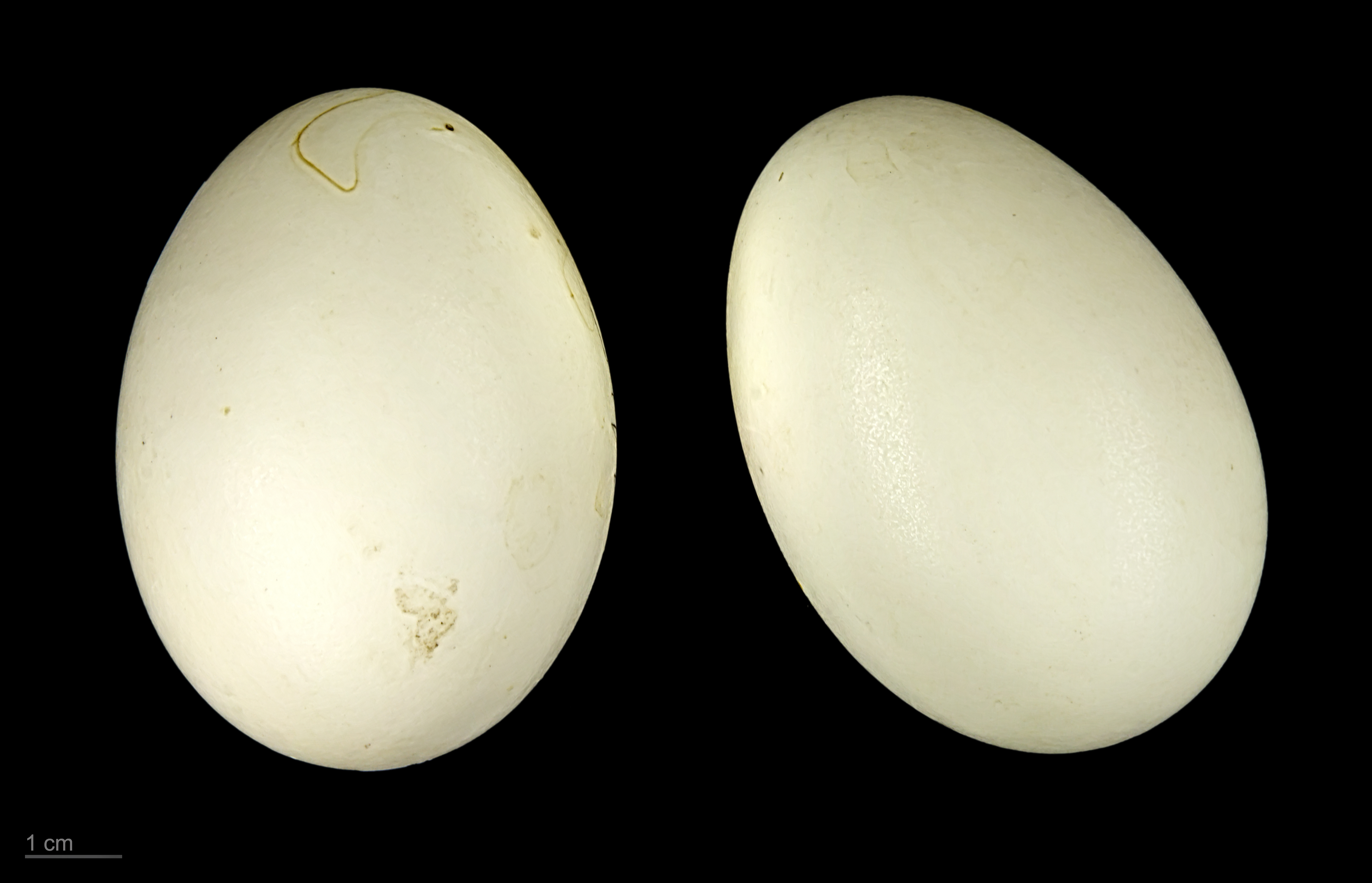
Tadorna ferruginea

Si riproduce in una grande varietà di ambienti: sulle rive di fiumi e laghi, in barene, ma pure in colline e montagne anche relativamente lontane dall'acqua. Il legame di coppia è molto forte e generalmente duraturo. Il nido viene preferibilmente realizzato all'interno di cavità in alberi, rocce, tane abbandonate, sponde o rovine e può quindi essere posto anche rialzato da terra (fino a 10 metri dal suolo). In alcune riserve naturali la specie ha tratto giovamento ed è stata incrementata grazie alla collocazione di nidi artificiali chiusi (scatole nido). Vengono deposte generalmente 7-12 uova bianche a guscio liscio; la cova, effettuata dalla sola femmina, dura circa 30 giorni. Entrambi i genitori accudiscono, con determinazione, la covata. Gli anatroccoli hanno colorazione pezzata bianco-nera e sono molto simili ai pulcini della volpoca, ma hanno vertice e parti superiori scure leggermente più diluite. Sono generalmente privi del sopracciglio a macchia bianca (o meno evidente od esteso) ed hanno iride bruna, becco grigio-nero e zampe nerastre.

## Distribuzione e habitat
Specie monotipica a distribuzione centroasiatico-nordafricana, è presente in Africa nord-occidentale, Europa sud-orientale, Asia minore e Asia centro-meridionale. È migratrice in alcune zone (soprattutto nell'areale asiatico), erratica in altre, qualche volta stanziale, sporadica in Italia. Sverna in Nordafrica, Asia Minore, Medio Oriente e, in scarso numero, in Europa (soprattutto in Grecia e Spagna). Molti avvistamenti europei sono riferiti ad animali fuggiti dalla cattività, essendo la specie comunemente detenuta e riprodotta da allevatori amatoriali.
La specie si osserva frequentare sia zone umide costiere come lagune, foci di fiumi, zone deltizie e saline, che ambienti acquatici interni come bacini lacustri di varie dimensioni, risaie, paludi e stagni. Ha abitudini gregarie e si adatta a molti ambienti differenti. Frequenta anche l'entroterra, occupando campagne, steppe, altipiani e regioni montuose (raggiungendo i 5000 metri d'altitudine sull'Himalaya). Nelle zone interne dipende meno da corpi idrici di grandi dimensioni, accontentandosi di piccoli corsi d'acqua.

## Rapporti con l'uomo
La casarca, con una popolazione stimata di 170.000-220.000 esemplari, al momento non è particolarmente minacciata. Pericoli, per questa anatra, sono comunque dati dalla caccia, soprattutto nell'Europa sud-orientale, dalla perdita di ambienti umidi, dallo sviluppo urbano, dall'inquinamento e dall'introduzione di specie ittiche alloctone.
La casarca si incrocia, e quindi ibrida, abbastanza facilmente con altre specie appartenenti al genere Tadorna. Ciò è da tenere in considerazione per evitare fughe di tadorne, alloctone, in areali naturali importanti per eventuali anatre residenti appartenenti al medesimo genere, onde evitare problemi di inquinamento genetico.